# Florencia Benítez
Florencia Benítez, all'anagrafe Florencia Soledad Benítez (Buenos Aires, 5 settembre 1986), è un'attrice argentina.
Accreditata talvolta come Flor Benítez o come Florencia de Blov, debutta come attrice teatrale, diventando la protagonista di varie opere come El jorobado de París, Borracho, un After Musical, Taquicardia, Pieza plástica, Amado mio ed altre,  partecipando poi a vari sceneggiati televisivi, dove è conosciuta principalmente per il ruolo di Jade LaFontaine nella telenovela Violetta e di Ingrid Rottermeier in Heidi Bienvenida. In patria, si è distinta anche come interprete. 

## Biografia
Florencia Benítez nasce il 5 settembre 1986. Cresce nella città di José C. Paz, in provincia di Buenos Aires. Si appassiona fin dai dodici anni alla carriera d'attrice, quando partecipa ad uno spettacolo nel collegio di cui faceva parte. Da qui, frequenta alcune lezioni in Árbol 4. All'età di diciotto anni intraprende il suo primo provino che la porta a diventare la protagonista dell'opera teatrale El jorobado de París al Teatro Opera di Buenos Aires come Esmeralda, scelta dal direttore Pepe Cibrián Campoy. Inoltre, studia canto lirico dal 2006 insieme a Facundo Abraham e Teresa Isasa e teatro con il gruppo La Escoba. Impara anche canto, ballo e recitazione dall'età di quattordici anni.
Florencia Benítez oltre ad essere attrice è anche una interprete lirica.

## Carriera

### Gli inizi, i ruoli teatrali e Violetta (2006-2017)
Dopo il ruolo di Esmeralda, per cui gira alcune città della provincia di Buenos Aires, nel 2007 partecipa allo spettacolo Drácula, el musical, interpretando la comprimaria Lucy, scelta tra sei mila aspiranti, mentre l'anno successivo recita in Coplas, Zarzuelas y La Corte del faraón. Inoltre, è Chichina nel musical Che el musical tra il 2009 e il 2010. In quest'ultimo anno debutta in televisione nel serial televisivo Sueña conmigo, con ruolo di Teresa Grossi.
Nel dicembre del 2011 viene annunciata nel cast della telenovela Violetta, in cui dal 2012 interpreta Jade LaFontaine per un totale di tre stagioni, quest'ultima prodotta nel 2015. Sempre nel 2012, è Lota in La corte del faraón, prende parte anche a Memorias de poetas ed è una delle coriste per la manifestazione Spring Fest per il gruppo musicale Del Sal Rock, insieme ad Agustina Quinci. Tra il 2013 e il 2014 ha la parte di Alina nella telenovela Los vecinos en guerra e quella di Diva nel musical Priscilla, reina del desierto, che le permette di vincere un Premios Hugo al Teatro Musical durante il 2014. Nel 2013 impersona quella di sempre nel musical Borracho, un After Musical, con repliche fino al 2015, dove è anche autrice delle canzoni assieme a Hernán Segret. Debutta come attrice cinematografica in Congreso nel 2013 nella parte di Lucia. Nell'aprile del 2014 viene confermata la sua presenza nella serie Zombie día Uno, serie in cui doveva essere protagonista con Griselda Sánchez, senza essere poi trasmessa. Inoltre, partecipa a sei date dell'opera Don Giovanni, interpretando il ruolo di Donna Elvira e cantando alcuni testi ed è una delle realizzatrici della rappresentazione Primeras Damas Del Musical.
Nell'inverno del 2015, tra il luglio e l'agosto, prende parte all'opera per bambini Sr. Imaginación. Riprende il ruolo di Lucy nel musical Drácula, el musical nello stesso anno. La sua partecipazione è prevista anche per il 2016, ma non avviene. Tra il 2015 e il 2016 è la Signora Immaginazione ne Noche Corta. In questo ultimo anno è la cantante e attrice per lo spettacolo Taquicardia e della rappresentazione per i più piccoli La Gallina de los Huevos de Oro. Nell'agosto del 2016 recita nell'opera Margaret. Negli ultimi mesi del 2016 inizia le registrazioni della telenovela Heidi Bienvenida, dove interpreta il doppio ruolo della Signorina Ingrid Rottenmeier e quello di Susy Rot ed è Payasa nel lungometraggio Pendeja payasa y gorda. Impersona anche Ana nella rappresentazione Crisis, replicando anche l'anno successivo ed Rosa nel musical dramma Rufianes. Inoltre, sempre nello stesso anno, risulta tra le artiste invitate per lo spettacolo Morir y vivir en Buenos Aires, partecipa a Pieza plástica con tappe a Madrid e Costa Rica ed è Magenta nel The Rocky horror show. In aggiunta, è una delle quattro interpreti nello spettacolo Amado mio, ruolo per cui vince un Premios Hugo al Teatro Musical. Nel novembre del 2017 presta la sua voce per il Nicolás Romero y amigos en concierto.

### I successivi ruoli (2018-presente)
Continuando la partecipazione in Amado mio, dall'aprile viene trasmessa la sitcom La noche del buen marido, dove la Benítez interpreta Vanina, la protagonista assieme a Esteban Menis. Nel maggio partecipa al concerto Melodías de Otoño.
Nell'ottobre del 2018 prende parte al tredicesimo Gala de Nicolás, insieme ad altri artisti locali; mentre il 30 marzo successivo debutta lo spettacolo La naranja mecánica al Teatro Sogem Wilberto Cantón, sito a Città del Messico, dove l'attrice viene presentata come Florence de Blauve o anche Florencia de Blov.

## Filmografia

### Cinema
- Congreso, regia di Luis Fontal (2013)
- Pendeja payasa y gorda, regia di Matias Szulanski (2017)
- En peligro, regia di Matías Szulanski (2018)
- Mother, regia di Amin Yoma (2020)
- Dos más dos, regia di Alfonso Pineda Ulloa (2022)

### Televisione
- Sueña conmigo - serial TV, 150 episodi (2010-2011)
- Violetta - serial TV, 240 episodi (2012-2015)
- Los vecinos en guerra - serial TV (2013-2014)
- Heidi Bienvenida (Heidi, bienvenida a casa) - serial TV, 60 episodi (2017)
- La noche del buen marido - serie TV (2018)
- GO! Vivi a modo tuo (Go! Vive a tu manera) - serie TV (2019)
- Viral - serie TV (2021)
- Chueco - serie TV (2023-2024)

## Teatro
- El jorobado de París, regia di Pepe Cibrián Campoy (2006)
- Drácula, el musical, regia di Pepe Cibrián Campoy (2007, 2015)
- Coplas, Zarzuelas, y La Corte del Faraón, regia di Facundo Abraham (2008)
- Che, el musical argentino, regia di Daniel Suarez Marzal (2009-2010)
- Sueña conmigo en concierto, regia di Eduardo Gongell (2011)
- La corte del faraón, regia di Facundo Abraham (2012)
- Memorias de poetas, regia di Facundo Abraham (2012)
- Priscilla, reina del desierto, regia di Valeria Ambrosio (2013-2014)
- Borracho, un After Musical, regia di Leo Bosio (2013-2015)
- Don Giovanni, regia di Facundo Abraham (2014)
- Damas & Sres del Musical, regia di Pablo Gorlero e Ricky Pashkus (2015)
- El pimiento Verdi, regia di Albert Boadella (2015)
- Sr. Imaginación, regia di Pablo Gorlero (2015)
- Noche Corta, regia di Ricky Pashkus (2015-2016)
- Doña Rosita, la soltera o El lenguaje de las flores, regia di Hugo Urquijo (2016)
- La Gallina de los Huevos de Oro, regia di Valeria Ambrosio (2016)
- Margaret, regia di Seres Azules (2016)
- Taquicardia, regia di Valeria Ambrosio (2016)
- Pieza plástica, regia di Luciano Cáceres (2016-2017)
- Rufianes, regia di Marcos Rauch (2016-2017)
- Morir y vivir en Buenos Aires, regia di Ana Fontán (2017)
- The Rocky horror show, regia di Andie Say (2017)
- Nicolás Romero y amigos en concierto, regia di Matías Chapiro (2017)
- Crisis, regia di Flor Berthold (2017-2018)
- Amado mío, regia di Valeria Ambrosio (2017-2018)
- La naranja mecánica, regia di Manuel González Gil (2019)
- Todo el Mundo Habla de Jamie, regia di Jonathan Butterell (2023)
- Sweeney Todd, regia di Miguel Septién (2023-2024)

## Discografia

### Partecipazioni
- 2017 - AA.VV. Heidi Bienvenida - Nel posto che vorrai

## Riconoscimenti
- Premios Hugo al Teatro Musical
  - 2014 – Miglior recitazione femminile di reparto per Priscilla, reina del deserto[17].
  - 2017 – Miglior interprete femminile di music hall, café-concert e/o varietà musicale per Amado mío[37].

- Premios de la Agrupación de Críticos y Periodistas de Teatro
  - 2022 – Attrice protagonista in musical per Tutti parlano di Jamie[43]

- Premios Metropolitanos de Teatro
  - 2023 – Miglior interpretazione protagonista in un musical per Sweeney Todd: The Demon Barber of Fleet Street[44]
  - 2023 – Miglior interpretazione protagonista in un musical per Tutti parlano di Jamie[45]

## Doppiatrici italiane
Nelle versioni in italiano dei suoi film, Florencia Benítez è doppiata da:
- Cinzia Villari in Sueña conmigo[10].
- Eleonora Reti in Violetta[46] e GO! Vivi a modo tuo[47].
- Laura Amadei in Heidi Bienvenida[48].